# 帕皮利恩 (內布拉斯加州)
帕皮利恩（英語：Papillion）是一個位於美國內布拉斯加州薩皮縣的城市。根據2010年美國人口普查，該地共人口18894人，而該地的面積約為26.27平方千米。同時該地也是薩皮縣的縣治。

## 地理
帕皮利恩的座標為41°09′21″N 96°02′27″W / 41.15583°N 96.04083°W，而該地的平均海拔高度為308米（即1010英尺）。